# کریستوفر مایلز
کریستوفر مایلز (انگلیسی: Christopher Miles; ۱۹ آوریل ۱۹۳۹) کارگردان فیلم، تهیه‌کننده و نویسنده اهل بریتانیا بود. وی از سال ۱۹۶۲ میلادی تاکنون مشغول فعالیت بوده‌است.